# Nobuo Yamada
Nobuo Yamada (山田 信夫 Yamada Nobuo?, 20 de enero de 1964-9 de agosto de 2025) fue un cantante y compositor japonés conocido por su nombre artístico NoB. En sus inicios formó parte de la banda de Hard Rock/Glam japonés MAKE-UP.

## Biografía
Nobuo Yamada (山田信夫; Osaka, Japón, 20 de enero de 1964 – 9 de agosto de 2025), conocido como NoB, fue un cantante y compositor japonés, principalmente activo en el género del hard rock, heavy metal y música de anime (anison). Su voz enérgica y su talento creativo dejaron una huella indeleble en la cultura pop japonesa y en múltiples generaciones de aficionados del anime y tokusatsu.
Trayectoria y primeros años
Inició su carrera musical en 1983 con colaboraciones como vocalista en el álbum Hakai Gaisenroku de Munetaka Higuchi y en el proyecto M’tFUJI .
En 1984, debutó oficialmente como vocalista del grupo MAKE-UP, formado ese mismo año y especializado en heavy metal y hard rock . Con MAKE-UP grabó varios álbumes: Howling Will y Straight Liner (1984), Born to Be Hard (1985) y Rock Legend of Boys & Girls (1985).
Saint Seiya y legado en anime
En 1986, MAKE-UP fue convocado por Nippon Columbia para interpretar los temas musicales del anime Saint Seiya (Los Caballeros del Zodiaco): el opening “Pegasus Fantasy” y el ending "Blue Forever", ambos interpretados, compuestos y escritos por Yamada .
Estas canciones fueron publicadas en los álbumes Saint Seiya Hits I (con la participación de Mitsuko Horie) y Saint Seiya 1996 Song Collection.
Tras el lanzamiento de estas piezas emblemáticas, MAKE-UP se disolvió en 1987 y sus miembros emprendieron carreras en solitario .
El legado de esos temas continuó: Yamada, como solista, interpretó “Never” para la película Saint Seiya, Tenkai-hen ~Overture~ en 2004 .
Carrera solista y participación en tokusatsu
Como solista destacaron sus aportes en la franquicia Super Sentai Series incluyendo los temas para GōGō Sentai Bōkenger (2006) y Tensō Sentai Goseiger (2010).
Formó parte del colectivo Project.R que agrupa a múltiples cantantes responsables de interpretar regularmente los temas de Super Sentai .
También participó en otros aportes a series y producciones como Mahou Sentai Magiranger (2005), Kaizoku Sentai Gokaiger (2011), Kamen Rider Amazons (2016) y Super Sentai Strongest Battle (mini-serie) .
Reencuentros, colaboraciones y legado continuado
En 2007, actuó en la convención Anime Friends en Brasil junto a artistas reconocidos como Hironobu Kageyama, Masaaki Endō, Yoko Ishida, Kouji Wada y MoJo.
En 2009, MAKE-UP se reunió brevemente y, tras su disolución final en 2010, la reunión incluyó presentaciones de “Pegasus Fantasy” en versiones nuevas .
En 2012, participó en una reinterpretación de “Pegasus Fantasy” para la serie Saint Seiya Ω, junto a Shōko Nakagawa .
En 2020, contribuyó a una versión metal de “Pegasus Fantasy” con el grupo Mary's Blood y la vocalista Eye, a quien él entrenó vocalmente 
En septiembre de 2023, participó en el concierto sinfónico Pegasus Fantasy II — A symphonic experience en Ciudad de México, junto a Yumi Matsuzawa.
Enfermedad y fallecimiento
En febrero de 2025, Yamada reveló públicamente que había sido diagnosticado con cáncer de riñón en 2018 y, como consecuencia, canceló presentaciones programadas, incluyendo el Festival Tarō Kobayashi y el Saint Seiya «Pegasus Fantasy» Grand Finale en México .
A pesar de un pronóstico inicial de cinco años de supervivencia, continuó activo componiendo, cantando y actuando durante años, manteniéndose involucrado incluso hasta el día antes de su muerte .
Falleció el 9 de agosto de 2025 a las 13:39 (hora de Tokio), a los 61 años, a causa del cáncer renal.
Su agencia, MOJOST, anunció su fallecimiento el 13 de agosto de 2025 y confirmó que el funeral fue privado; además, se prevé una ceremonia pública para que los fans puedan rendirle homenaje .
---
Legado
Nobuo Yamada (NoB) es reconocido como una figura emblemática de la música de anime, cuya voz poderosa ayudó a definir la identidad sonora de Saint Seiya. Su extensa trayectoria —que abarca desde el hard rock hasta el anison y tokusatsu— consolidó su legado como uno de los intérpretes más queridos por fanáticos en Japón y el mundo. Su valentía frente a la enfermedad y su compromiso con la música hasta sus últimos días resuenan en su legado artístico y humano.